# Сагана (Палермо)
Сагана је насеље у Италији у округу Палермо, региону Сицилија.
Према процени из 2011. у насељу је живело 12 становника. Насеље се налази на надморској висини од 615 м.